# 루트 인증서

체인 오브 트러스트에서의 루트 인증서의 역할.

루트 인증서(root certificate)는 루트 인증 기관(CA)에서 관리하는 공개 키 인증서나 자체 서명 인증서이다. 루트 인증서는 공개 키 기반계획의 일부이다. 가장 상업적으로 공통되는 ITU-t X.509 표준형, 일반적으로 루트인증기관(CA)에서 나온 디지털 서명을 포함한다.

## 같이 보기
- 온라인 인증서 상태 프로토콜
- SHA-1
- 타임스탬프
- 베리사인
- 노턴라이프록